# Thromboliet
Thrombolieten zijn sedimentaire gesteentes van biologische oorsprong. Ze ontstaan doordat tijdens de groei en de stofwisseling van micro-organismen onder water sedimentdeeltjes worden ingevangen of doordat opgeloste stoffen neerslaan. Ze hebben een geclusterde structuur, wat hen onderscheidt van stromatolieten, die een gelaagde structuur hebben.
Slechts op twee plaatsen ter wereld zijn thrombolieten aan het oppervlak zichtbaar: in West-Australië (waar ook stromatolieten vindbaar zijn) en in het dorp Flower's Cove op het Canadese eiland Newfoundland.

## Afbeeldingen

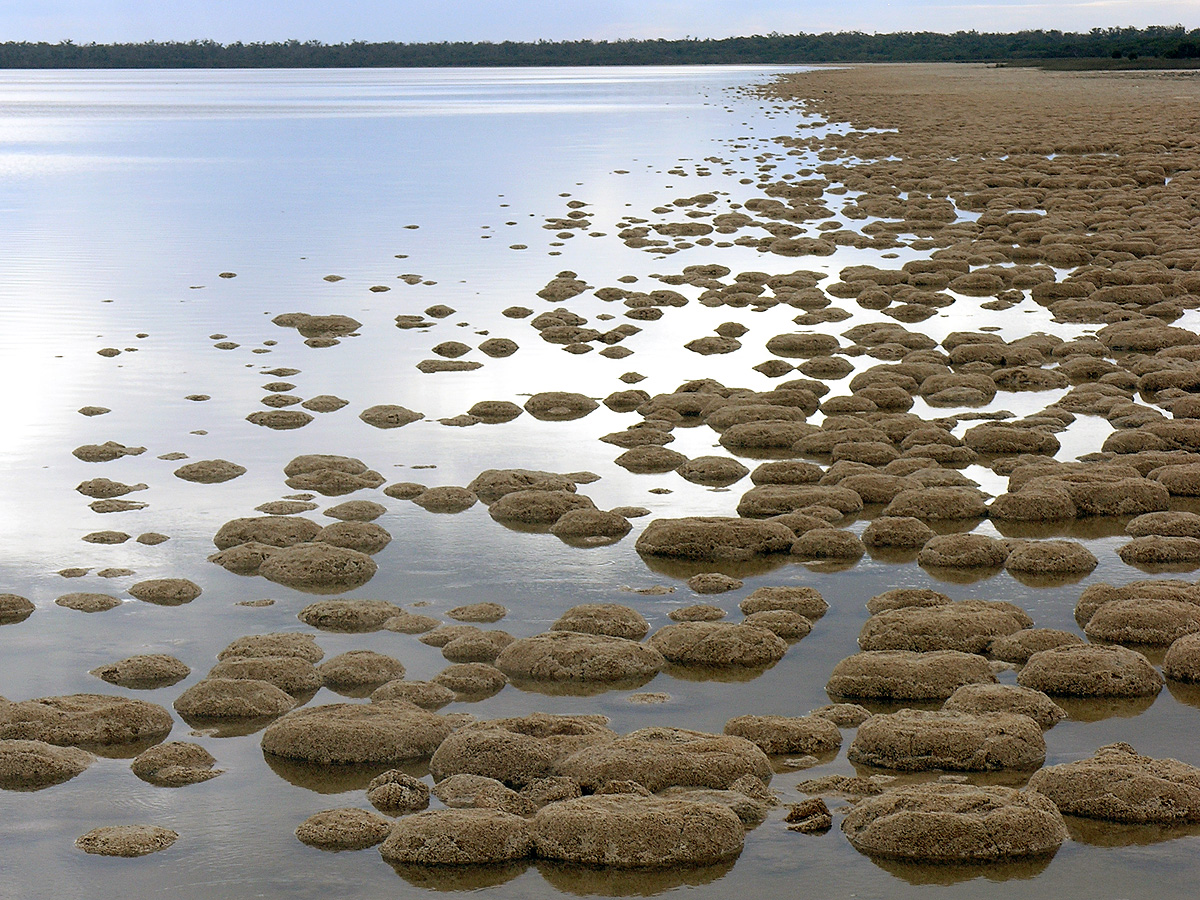
Thrombolieten aan de kust van het West-Australische dorp Lake Clifton
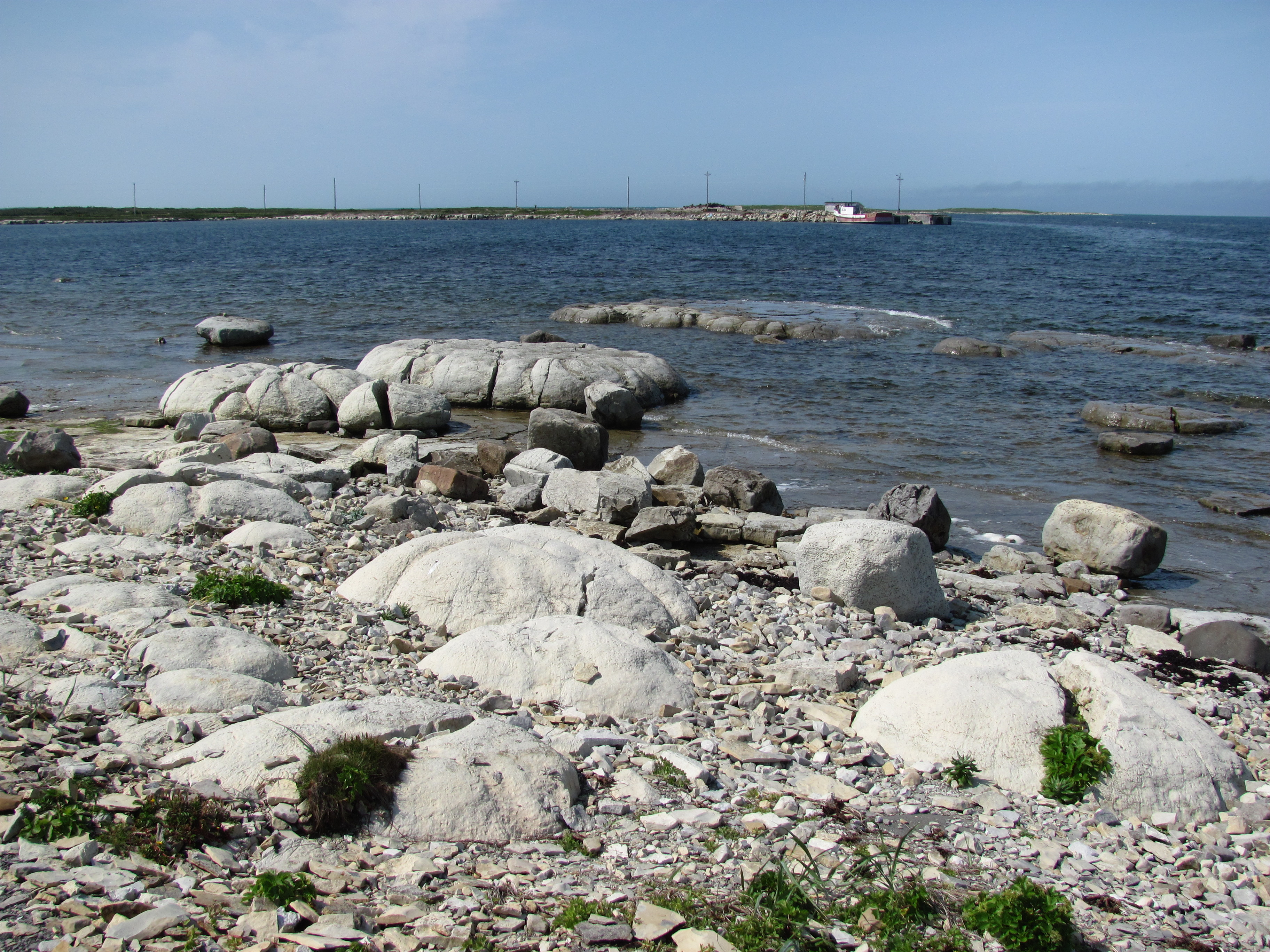
Enkele thrombolieten aan de kust van Flower's Cove, Newfoundland